# 1991 HK
1991 HK är en asteroid i huvudbältet, som upptäcktes den 16 april 1991 av den japanske amatörastronomen Atsushi Sugie i Dynic-observatoriet.
Asteroiden har en diameter på ungefär 3 kilometer.